# Allobates nidicola
Allobates nidicola es una especie de anfibio anuro de la familia Aromobatidae.

## Distribución geográfica
Esta especie es endémica de Brasil. Habita en Amazonas y Rondônia.

## Descripción
Los machos miden de 18,5 a 20,5 mm y las hembras de 19,1 a 21,4 mm.

## Publicación original
- Caldwell & Lima, 2003 : A new Amazonian species of Colostethus (Anura: Dendrobatidae) with a nidicolous tadpole. Herpetologica, vol. 59, n.º 2, p. 219-234.[6]